# Богопіль

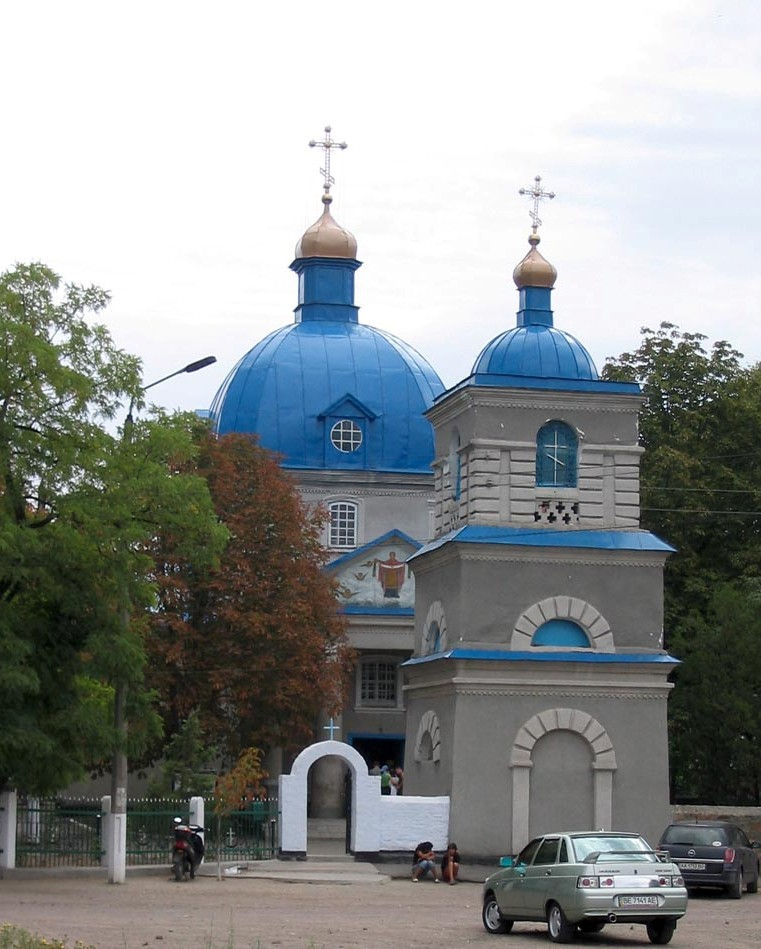
Свято-Покровська церква в Богополі (1805).

Не плутати з Богополь.
Богопіль — історичний район міста Первомайська Миколаївської області в Україні. До 1919 року — містечко Балтського повіту Подільської губернії, адміністративний центр Богопільської волості. Знаходиться у межиріччі Південного Бугу та Синюхи.

## Історія
Заснований 1750 року Великим коронним гетьманом Юзефом Потоцьким як прикордонний митний пункт Речі Посполитої на кордоні з Османською та Російською імперіями.

Містечко отримало назву від річки Бог.
У 1793 році увійшов до складу Брацлавського повіту Брацлавської губернії Російської імперії, втративши статус прикордонного пункту.
З 1795 року — центр Богопільського повіту Вознесенської губернії.
До 1853 року Богопіль залишався родовим маєтком Потоцьких. У 1853 році його було продано барону фон Нольке, який невдалим господарюванням незабаром розорив маєток.
Богопіль розвивався, переважно, як торговельно-ремісницький центр.
З 1896 року — волостний центр Балтського повіту Подільської губернії.
У 1919 році увійшло до складу сформованого міста Первомайська Миколаївської області.

## Освіта
У 1830-х роках Болеславом Потоцьким було відкрито Богопільське повітове училище для дворян.
Також у містечку діяло однокласне народне училище.

## Богопіль та євреї
З кінця XVIII сторіччя у містечку почали селитись євреї. Протягом всього подальшого існування вони становили більшу частину мешканців містечка.
Згідно з матеріалами перепису населення Російської імперії 1897 року, населення Богополя становило 7226 осіб, з них 5909 (81.77%) — євреї.
Тут була синагога, 6 юдейських молитовних домів, з 1901 року діяла талмуд-тора, хедер, приватне єврейське чоловіче училище. У 1899 році відкрилась єврейська лікарня, а у 1906 році — бібліотека.
На початку ХХ сторіччя містечко відвідав єврейський письменник Шолом-Алейхем. Враження від відвідування були описані ним у оповіданні «Сто одне».

## Відомі люди
- Балицький Левко Миколайович — підполковник Армії Української Народної Республіки.
- Бужевич Абрам Йосипович — історик євреїв.
- Бумажний Лев Осипович — радянський архітектор.
- Асіа Гранатурофф — французька фотомодель міжвоєнного періоду XX століття.
- Драгомирецький Володимир Порфирович — генерал-лейтенант авіації, Герой Радянського Союзу, Заслужений військовий льотчик СРСР.